# Patricia Wiltshire
Patricia Wiltshire (1942 - ) est une botaniste, palynologue, archéologue environnementale et écologue médico-légale britannique. Depuis 1994, son expertise l'amène à être consultée par la police de Grande-Bretagne dans de très nombreuses affaires criminelles, dont certaines parmi les plus retentissantes.

## Biographie

### Enfance
Patricia Wiltshire naît le 16 février 1942 dans une famille de mineurs à Cefn Fforest, un village au nord de Cardiff au Pays de Galles. À l'âge de six ans, elle contracte une double infection due à la coqueluche et à la rougeole qui interrompe sa scolarité et lui laisse une faiblesse chronique à la poitrine. Elle est initiée aux sciences de la nature par sa grand-mère et quitte l'école avant d'achever son A-level, l'équivalent du baccalauréat,.

### Vie professionnelle
Elle commence sa carrière professionnelle par un emploi de technicienne de laboratoire médical, qu'elle abandonne par dégoût de l'expérimentation animale. Elle poursuit par des études de commerce et un emploi comme assistante de direction jusqu'en 1970. À 28 ans, elle étudie la botanique et la géologie au King's College de Londres, où elle est engagée comme archéologue environnementale, aidant à reconstituer des environnements anciens en analysant les pollens et d'autres indices présents dans le sol. Elle devient par la suite maîtresse de conférences pour le King's College de Londres, l'university College de Londres et l'université de Southampton,.
En 1994, sur les recommandations des Jardins de Kew, Wiltshire aide pour la première fois la police du Hertfordshire grâce à ses connaissances en palynologie, dans une affaire où un blanchisseur d'argent lié aux triades chinoises est retrouvé mort dans un fossé. Son analyse des pollens des adventices lui permet de faire correspondre la scène de crime avec le véhicule des meurtriers,. Connue sous le nom de Pollen Pat, elle devient la première écologue médico-légale du Royaume-Uni. Son expertise lui permet de déterminer les espèces et la proportion des plantes présentes. Ainsi, elle définit une carte d’identité précise du biotope, du climat et de la géologie du lieu du crime et les relie aux suspects,. Elle met notamment en place un protocole d'irrigation des voies nasales afin d'en extraire du matériel à analyser tel que du pollen, des spores et des fibres, ce qui lui vaut le surnom de the snot lady (« la femme morveuse »),. Dans ce cadre, elle est chercheuse à l'université d'Aberdeen et associée de recherche à l'université du Gloucestershire, où elle effectue la plupart de ses travaux de laboratoire, tout en étant indépendante à partir de 2004. Elle met également en place un partenariat avec d'autres spécialistes de la médecine légale baptisé Forensic Ecology Associates.
Parmi plus de 300 enquêtes auxquelles elle participe, Wiltshire joue un rôle crucial dans la résolution du meurtre de Sarah Payne (en) et celui de Milly Dowler (en). Une des affaires qu'il l'ont rendue célèbre est l'affaire des meurtres de Soham (en) en 2002, dans laquelle deux jeunes filles sont tuées et leur corps partiellement brûlés par le concierge de l'école. Son analyse de la croissance des pousses d'orties sur la scène de crime lui permet de prouver que les corps avaient été déplacés deux semaines auparavant et de dater les décès. De plus, son analyse pollinique de la voiture et des chaussures du meurtrier lui permet de prouver sa présence sur les lieux à deux reprises,,,. Dans l'affaire du meurtre de Joanne Nelson en 2005 — une jeune fille de 22 ans étranglée par son compagnon à Hull le jour de la Saint-Valentin — en se basant sur les dépôts polliniques de la voiture et du matériel de jardinage utilisés par le meurtrier, Wiltshire décrit précisément la botanique du lieu où le corps avait été caché (Polypode, Charme, Bouleau verruqueux et Pruche de l'Ouest). Après des recoupements avec les aires de répartition conçues par la Société botanique, les recherches sont réduites à une zone de 100 km2 au nord-est de York, ce qui permet, avec d'autres détails donnés par le meurtrier, de découvrir le corps de la jeune fille. Wiltshire intervient également dans des affaires d'autres pays comme en Nouvelle-Zélande et aux Pays-Bas en 2022.

### Vie personnelle
Patricia Wiltshire perd son unique enfant, Sian, morte des suites d'une maladie à l'âge de 2 ans,. Elle se dit féministe, déplorant que la quasi totalité des crimes sont le fait des hommes. Elle vit dans le Surrey et est mariée en secondes noces depuis 2009 à David Leslie Hawksworth (en), un mycologue et lichenologue renommé qu'elle met parfois à contribution sur ses enquêtes,.

## Ouvrages
- (en) Patricia E. J. Wiltshire, Traces: The memoir of a leading forensic and criminal investigator, 535 Publishing, 2019 (ISBN 978-1-788700-61-0)
- (en) Patricia E. J. Wiltshire, The nature of life and death: every body leaves a trace, G.P. Putnam's Sons, 2019 (ISBN 978-0-525-54221-6, OCLC on1112672288)
- (en) Patricia E. J. Wiltshire, The natural history of crime: case studies in death and the clues nature leaves behind, John Blake Publishing, 2024 (ISBN 978-1-78946-648-5 et 978-1-78946-649-2, OCLC on1425108935)